# Potência regional

Potências regionais na América Anglo-Saxônica (Estados Unidos)
Potências regionais na América Latina (México, Brasil e Argentina)
Potências regionais no Oeste Europeu e Sul Europeu (França, Alemanha, Itália e o Reino Unido)
Potências regionais no Norte da Ásia e Leste Europeu (Rússia)
Potências regionais no Sudeste da Europa (Turquia)
Potências regionais no Norte da África (Egipto)
Potências regionais na África Subsaariana (Nigéria e África do Sul)
Potências regionais no Oriente Médio (Israel, Irão e Arábia Saudita)
Potências regionais no Sudeste Asiático (Indonésia)
Potências regionais no Leste da Ásia (China, Japão e Coreia do Sul)
Potências regionais no Sul da Ásia (Índia e Paquistão)
Potências regionais na Oceania (Austrália)

Potência regional é um termo usado no campo de relações internacionais para descrever um país com poder e influência que permite que tenha um determinado controle sobre sua região geográfica. Uma potência regional poder ser considerada como um termo permutável, todas as potências regionais são portadores de uma outra posição na hierarquia do poder. Se houver alguma grande potência ou superpotência principal em uma região, recebem status de potência regional automaticamente, mesmo que seu poder e influência espalhem-se bem além dos limites de sua região. Algumas regiões, como a Oceania, são consideradas médias potências. A maioria das regiões teriam somente uma potência regional dominante, com as potências restantes sob a sua influência. Não há nenhuma delineação desobstruída entre uma grande potência e uma potência regional. Os diversos teoristas discordam sobre como classificar alguns países em grandes potências e em potências regionais.
Note que os países em negrito representam o Estado mais dominante em cada região, enquanto os países em itálico representam potências regionais potenciais.

## África

### Norte de África
Um país que pode ser considerado como a potência regional no Norte de África é o Egito. O Egito é considerado como uma potência regional, com a influência cultural, política e militar significativa no Norte de África, no Oriente Médio e no mundo muçulmano. A sua economia é uma das maiores e mais diversificada na região, com sectores como o turismo, a agricultura, indústria e serviços nos níveis de produção quase iguais. Em 2011, o presidente de longa data Hosni Mubarak deixou o cargo em meio a uma revolução. Eleições posteriores viram a ascensão da Irmandade Muçulmana, que foi deposta pelo exército um ano mais tarde em meio a protestos em massa.

### África Ocidental
A Nigéria tem sido identificada como uma potência regional no continente africano, com particular hegemonia sobre a África Ocidental. Em 2013, o seu produto interno bruto (PIB) se tornou o maior da África, com mais de 500 bilhões de dólares, ultrapassando a economia da África do Sul e chegando ao posto de 26ª maior economia do mundo. Além disso, a dívida do país em relação ao PIB é de apenas 11%, 8% abaixo da taxa de 2012, e estima-se que a Nigéria irá se tornar uma das 20 maiores economias do mundo por volta de 2050. As reservas de petróleo nigerianas têm desempenhado um papel importante na crescente riqueza e influência do país. A Nigéria é considerada um mercado emergente pelo Banco Mundial e está listada entre as economias chamadas de "Próximos Onze". A maior parte da população nigeriana, no entanto, ainda vive na pobreza absoluta. O país é membro da Commonwealth, da União Africana, da OPEP e das Nações Unidas.

### África Meridional
África do Sul é classificada como uma economia de renda média-alta pelo Banco Mundial, e é considerada um país recentemente industrializado.É um dos poucos países africanos que nunca passaram por um golpe de Estado ou entraram em uma guerra civil depois do processo de descolonização, além de ter eleições regulares sendo realizadas por quase um século. A grande maioria dos negros sul-africanos, no entanto, foram completamente emancipados até 1994, após o fim do apartheid. Durante o século XX, a maioria negra procurou recuperar os seus direitos suprimidos pela minoria branca dominante durante décadas, uma luta que teve um grande papel na história e na política recente do país. É um dos membros fundadores da União Africana, da Organização das Nações Unidas (ONU) e da Nova Parceria para o Desenvolvimento da África (NEPAD), além de ser membro do Tratado da Antártida, do Grupo dos 77, da Zona de Paz e Cooperação do Atlântico Sul, da União Aduaneira da África Austral, da Organização Mundial do Comércio (OMC), do Fundo Monetário Internacional (FMI), do G20, do G8+5 e é uma das nações BRICS.
Tem ainda a melhor infraestrutura e a segunda maior economia do continente, e a 34ª maior do mundo. Em termos de paridade de poder aquisitivo, África do Sul tem a sétima maior renda per capita na África. No entanto, a pobreza e a desigualdade continuam a ser generalizados, com cerca de um quarto da população desempregada e vivendo com menos de US$ 1,25 por dia. No entanto, a África do Sul tem sido identificada como uma potência regional nos assuntos internacionais, e mantém significativa influência regional.

## América

### América do Norte
A América do Norte contém três nações poderosas: Canadá, México e os Estados Unidos. Os Estados Unidos são uma superpotência ou hiperpotência, enquanto o Canadá e o México são potências médias. Ou seja, os EUA são a potência regional. As relações EUA–Canadá são fortes, ambos têm economias altamente desenvolvidas e são componentes importantes do Oeste. Por outro lado, as relações México–EUA estiveram enfrentando dificuldades parcialmente causadas pela imigração ilegal. Durante o primeiro governo Bush, os EUA, México e Canadá se juntaram à NAFTA, que criou uma zona de livre comércio entre os três países.

### América do Sul
O Brasil é considerado a potência regional da América do Sul, rivalizado apenas pela Argentina. O Brasil é um país historicamente rico, que possui uma economia forte e boas relações comerciais com os Estados Unidos, a única hiperpotência atual do mundo. As suas decisões para limitar seu crescimento militar significam que tem boas relações com todas as outras nações em sua região. A localização, a área e a população do Brasil tornam-no a maior potência da América Latina. 

## Ásia

### Leste da Ásia
Historicamente, a China foi a nação dominante no leste asiático. Após um período sendo ultrapassada pelo Império Japonês do século XIX ao século XX, a China tem progredido até ser considerada uma superpotência emergente. Possui influências históricas e culturais no Japão, na Coreia, no Vietnã e em outros países asiáticos. A China possui um grande contingente militar, o qual tem causado interesse para alguns de seus vizinhos. A economia cresce rapidamente. O país possui a maior população do mundo, e uma cultura milenar.
A China e o Japão são considerados as principais potências hoje.

### Sudeste asiático
A Indonésia é a potência regional. O arquipélago indonésio tem sido uma região de grande importância para o comércio desde os séculos VI e VII, quando o Império Serivijaia começou a comercializar com a China e com a Índia. Apesar de sua grande população e regiões densamente povoadas, a Indonésia tem vastas áreas desabitadas e é um dos países mais biodiversos do mundo. Desde os primeiros séculos da era cristã, governantes locais gradativamente absorveram modelos culturais, políticos e religiosos estrangeiros, enquanto reinos hindus e budistas floresceram.
A história da Indonésia tem sido influenciada por poderes estrangeiros atraídos por seus vastos recursos naturais. Comerciantes árabes muçulmanos trouxeram o islamismo, agora a religião dominante no país. As potências europeias trouxeram o cristianismo e, além disso, lutaram entre si para monopolizar o comércio de especiarias nas ilhas Molucas durante a Era dos Descobrimentos. Depois de três séculos e meio de colonialismo holandês, a Indonésia conquistou sua independência após a Segunda Guerra Mundial.
Com mais de 250 milhões de habitantes, é o quarto país mais populoso do mundo e o primeiro entre os países islâmicos. Através de suas várias ilhas, o povo indonésio está distribuído por distintos grupos étnicos, linguísticos e religiosos. O lema nacional Bhinneka Tunggal Ika ("Unidade na diversidade") articula a diversidade que há na nação.. Economia da Indonésia é a 16ª maior do mundo pelo PIB nominal e a 7ª maior por PIB em PPP. A Indonésia é membro de várias organizações multilaterais, incluindo a ONU, OMC, FMI e o G20. É também membro fundador do Movimento Não-Alinhado, Associação das Nações do Sudeste Asiático, Cooperação Econômica Ásia-Pacífico.

### Sul da Ásia
O Sul da Ásia que é conhecido também como Subcontinente Indiano, é uma região que consiste em um país principal, a Índia e em outros países menores como o Paquistão, Bangladesh, Sri Lanka, Nepal e Butão. A Índia e o Paquistão foram rivais tradicionais na região. Entretanto foi geralmente Índia que ganhou a superioridade com a instrução, desenvolvimento científico e tecnológico, e rápido crescimento da economia. No século XX, havia diversos conflitos na região, tal como a guerra Sino-Indiana, nas guerras Indo-Paquistanesas, na guerra da Libertação de Bangladesh perante o Paquistão, e na Guerra de Kargil, em 1999. Historicamente, Paquistão e Bangladesh eram parte de Índia (antes da sua divisão). A Índia é o único país no mundo que tem uma aliança estratégica com os Estados Unidos e a Rússia ao mesmo tempo. Tem uma economia forte e rápido crescimento, com poder demográfico, geográfico e cultural – uma cultura antiga que continua até hoje, e a criação de quatro religiões principais do mundo.

### Oriente Médio
A Turquia pode ser considerada a potência regional do Oriente Médio. O PIB, a população, o efetivo militar e o orçamento militar turcos são mais altos do que os de qualquer país da sua região. A Turquia tem influência sobre outros países, visto que as forças armadas turcas juntaram-se a operações de manutenção de paz no Afeganistão, Bósnia e Herzegovina, Kosovo e Somália. A Turquia é membro desde 1952 da OTAN, que é considerada a maior força de cooperação intermilitar do mundo. A Turquia também se esforça para se juntar à União Europeia, que já é uma superpotência emergente. É a sucessora do Império Otomano, que era considerado uma grande potência, estendendo-se por três continentes durante mais de seiscentos anos.
O Irã também pode ser considerado uma potência regional, pois tem uma grande população, uma grande área e economia crescente. Também está se tornando mais auto-suficiente em termos militares e menos dependente do petróleo. O Irã tem uma grande diáspora e laços fortes com potências regionais e superpotências emergentes, como a China, a Índia e a Rússia. A economia iraniana é muito maior do que a dos países árabes e Israel e é aproximadamente do mesmo tamanho da economia da Turquia. O Irã tem uma longa e marcante história, desde seus antepassados impérios persas. Segundo o think tank do Royal Institute of International Affairs, o Irã é a principal componente regional do Oriente Médio[carece de fontes?].
Devido à maioria árabe sunita no Oriente Médio, bem como a localização de Meca e Medina, a Arábia Saudita pode ser considerada uma potência regional. Com a segunda maior reserva de petróleo e a sexta maior reserva de gás natural do mundo, a Arábia Saudita é classificada como uma economia de alta renda pelo Banco Mundial e possui o 19º maior PIB do mundo. Por ser o maior exportador mundial de petróleo, o país garantiu sua posição como um dos mais poderosos do mundo, além de também ser classificado como uma potência regional e de manter sua hegemonia regional na Península Arábica. O país é membro do Conselho de Cooperação dos Estados Árabes do Golfo Pérsico, da Organização da Conferência Islâmica, do G20 e da Organização dos Países Exportadores de Petróleo (OPEP). A economia saudita é amplamente apoiada por sua indústria de petróleo, que responde por mais de 95% das exportações e 70% das receitas do governo, embora a parte da economia que não depende do setor petrolífero tenha crescido nos últimos tempos. Isto facilitou a transformação de um reino desértico e subdesenvolvido em uma das nações mais ricas do mundo, possibilitando a criação de um Estado de bem-estar social.
Pode-se argumentar que Israel também pode ser considerado uma potência regional, devido à sua capacidade de projeção militar de poder sobre a maior parte do Oriente Médio, os seus tecnologicamente avançados recursos militares e o fato de que, embora rodeado de inimigos, conseguiu garantir a sua sobrevivência e a derrota de seus inimigos em todas as ocasiões, um exemplo claro disso é a Guerra dos Seis Dias. Juntamente com a capacidade militar, Israel tem grande força na diplomacia internacional e é peça-chave em numerosos conflitos do Oriente Médio.

## Europa

### Europa Ocidental
O Reino Unido, a França e a Alemanha são considerados as potências principais. Esta rivalidade estendeu-se dentro e fora da Europa. A guerra dos cem anos, as guerras napoleônicas e as Primeira e Segunda Guerra Mundial são exemplos principais. O crescimento de impérios coloniais durante os séculos XVIII e XIX era quase invariavelmente conduzido através de competição e conflito com outras potências europeias. Após a segunda guerra mundial, as potências da Europa reformularam seus relações sob a égide cooperativo de instituições tais como a União Europeia e a OTAN. Hoje as principais potências europeias são rudemente equivalentes no poder econômico embora haja aproximações diferentes à política estrangeira (por exemplo, as posições da França e a Alemanha comparadas com o Reino Unido a respeito da guerra do Iraque em 2003). Como os Estados Unidos e o Canadá, os países da Europa Ocidental apresentam economias altamente desenvolvidas e são também componentes-chave do Ocidente. O Reino Unido em determinadas características fecha laços econômicos e culturais aos Estados Unidos. Considerando a projeção de poder e as capacidades militares da nação, e devido às suas formidáveis e poderosas forças armadas, tecnologia militar altamente promovida e a segunda marinha mais poderosa no mundo (depois dos Estados Unidos), o Reino Unido é considerado a potência regional. A capacidade do Reino Unido de projetar poder longe de sua região foi testemunhada na Guerra das Falklands.

### Leste Europeu
A Rússia, a república mais importante da antiga União Soviética, teve uma esfera de influência sobre praticamente todo o Leste Europeu e a Ásia Central. Esta esfera de influência foi notada particularmente durante a era da guerra fria, onde grande parte da Europa Oriental foi abrangida em sua união. Não há nenhuma outra potência principal no Leste Europeu e em nenhuma outra nação que foi sempre uma superpotência, embora a Polônia e a Lituânia tenham sido considerados grandes potências durante a União de Lublin. A Rússia tem ainda uma voz forte nos casos internacionais de antigos estados soviéticos, tais como a Ucrânia, mas às vezes as exportações não dão conta do prejuízo econômico e há uma forte diáspora russa em alguns destes estados. A Rússia, portanto, é considerada atualmente uma potência regional. Depois da dissolução da União Soviética, a influência da Rússia no Leste Europeu diminuiu consideravelmente, deixando um vácuo para outros países, particularmente a Polônia, a Romênia, a Bulgária e a Ucrânia para transformarem-se possivelmente em potências regionais.

### Sul Europeu
A Itália foi o país dominante no Sul Europeu desde a ascensão da república Romana após a derrota do Cartago e a queda da Macedónia na Grécia. Entretanto, seu poder foi desafiado pela Espanha e por Portugal durante a idade europeia da descoberta, e também pelos impérios Bizantino e Otomano. Na década de 1930, a Itália reconquistou sua posição alinhando-se com a Alemanha Nazista. Estabeleceu-se ainda mais através da capital da moda, Milão. Atualmente, tem o maior PIB per capita da região, que pode ser influenciada por sua posição central no mar Mediterrâneo.

## Oceania
A Austrália pode ser considerada como a potência regional da Oceania, pois a maioria das nações na região são estados–satélites. O estado da Oceania mais influente depois da Austrália é a Nova Zelândia, que é uma nação substancialmente menor. A Austrália tem fortes relações com o Reino Unido e com a União Europeia, com os Estados Unidos e com o extremo oeste. A Austrália e a Nova Zelândia como membros da anglosfera são coletivamente uma parte integral da política estrangeira de nações como os Estados Unidos e o Reino Unido. Os grandes depósitos de urânio da Austrália estão atraindo a atenção de superpotências emergentes como a China e a Índia. Tem uma economia estável, governo democrático e tem as mais fortes forças armadas regionais, que são envolvidas em missões das tropas de paz da ONU na região e também no exterior. Com exceção da Oceania, os interesses e a influência da Austrália estendem-se também ao Sudeste Asiático. Entretanto, as suas forças armadas e a sua economia não são fortes o bastante para permiti-la influenciar continentes como a África, o resto da Ásia e a América Latina.